# エミール＝オーギュスト・シャルティエ

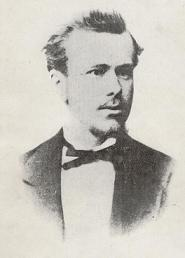
アランが影響を受けたジュール・ラニョー

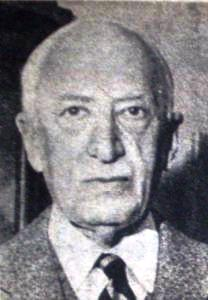
アランの影響を受けたアンドレ・モーロワ

アラン（フランス語: Alain）ことエミール＝オーギュスト・シャルティエ（フランス語: Émile-Auguste Chartier, 1868年3月3日 - 1951年6月2日）は、フランス帝国（フランス第二帝政）ノルマンディー・モルターニュ＝オー＝ペルシュ出身の哲学者、評論家、モラリスト。
ペンネームのアランは、フランス中世の詩人、作家であるアラン・シャルティエに由来する。
1925年に著された『幸福論』で名高いが、哲学者や評論家としても活動し、アンリ・ベルクソンやポール・ヴァレリーと並んで合理的ヒューマニズムの思想は20世紀前半フランスの思想に大きな影響を与えた。
体系化を嫌い、具体的な物を目の前にして語ろうとしたのがアランの手法で、理性主義の立場から芸術、道徳、教育などの様々な問題を論じた。フランス文学者の桑原武夫は「アランの一生は優れた「教師」の一生であったと言えよう」と評している。また、アランの弟子で同国出身の小説家、評論家であるアンドレ・モーロワは1949年にアランの伝記や教えをまとめた『アラン（Alain）』の中で、アランを「現代のソクラテス」と評している。

## 生涯
1868年3月3日、フランス帝国ノルマンディー地方（現:オルヌ県モルターニュ＝オー＝ペルシュ）に生まれる。リセ・ミシュレやエコール・ノルマル・シュペリウールに入学し、哲学を専攻した。学生時代、哲学の面ではカントやヘーゲル、スピノザ、アリストテレス、プラトンなどの影響を受け、文学の面ではバルザックやスタンダールを好んで読み、批評の面ではサント＝ブーヴやルナン、フェルナン・ブリュンティエールの影響を受けた。特にリセ・ミシュレで教師を務めていた合理主義哲学の立場を取ったジュール・ラニョーの講義を受け、後々まで大きな影響を受けた。
卒業後ポンティヴィやロリアン、ルーアンに位置するコルネイユ高等学校などのリセで教師を務めた。1909年からアンリ4世高等学校に哲学を教える教師として務めた。なおコルネイユ高等学校の教え子に同国出身の評論家アンドレ・モーロワが居た。モーロワは、後年の1949年にアランの伝記・教えをまとめ『アラン（Alain）』を出版（訳書は下記）。モーロワ『アラン』によると、アランは「偉大な書物の中には必ず哲学がある」との信念に基づき、ホメロスやバルザックの本を読ませたという記述がある。過去の偉大な哲学者達の思想とアラン独自の思想を絡み合わせた哲学講義は学生に絶大な支持を受け、レイモン・アロンやジョルジュ・カンギレム、シモーヌ・ヴェイユ、ジュリアン・グラックなどの作家・学者・思想家を輩出した。
ドレフュス事件に関する文を著したのがアラン最初のジャーナリストの経験で急進主義的な文章を著した。アランというペンネームを持ち始めたのはルーアンで教師を務めていた1903年頃で、アラン名義でルーアンの『デペーシュ・ド・ルーアン (Dépêche de Rouen)』紙に週に一回、文学や美学、教育、政治に関する短いエッセイ形式のコラム「プロポ (propos)」を寄稿し始め、このコラムによって文名を博した。
第一次世界大戦が始まると46歳で自ら願い出て志願兵となり、戦争の愚劣さを体験するために好んで危険な前線に従軍した。戦争が終わり、除隊後の1921年に戦時中体験した出来事を綴った『マルス、または裁かれた戦争（Mars ou la guerre jugée）』を著したが、愛国者の怒りを買った。再びアンリ4世高等学校に戻り、1933年頃まで教師を務めた。また、1937年に出版された『大戦の思い出（Souvenirs de guerre）』も『マルス、または裁かれた戦争』と同じく戦時中体験した出来事を綴った本である。なお1920年に出版された『芸術論』は戦時中に草稿が書かれた。
教師を退職した後は亡くなるまで執筆活動を続けた。1951年6月2日にフランスのル・ヴェジネにて83歳で没した。

## 業績
1920年刊行の『芸術論集』で、芸術霊感説を否定し、芸術とは理性と意志とが素材を克服し、想像力に統制を加える事だと考えた。また、著書『イデー』に於いてデカルトについて「心身問題については今もなおデカルト以上に優れた教師は見当たらぬ」と評している。冒頭で書いた通り、アランは新しい哲学体系などの体系化を嫌い、過去の哲学者や思想家の優れた意見の特色を示し、人間理性の良識としての高貴さを評価した。アランの人生哲学はプラグマティズムの思想とは異なり、「良く判断することは善く行為することである」として、人間は自身が強く意志することによってのみ救われるといったオプティミズムで貫かれていると考えた。

## 著作（主著）
- Quatre-vingt-un chapitres sur l’Esprit et les Passions（1917年）。邦題『精神と情熱とに関する八十一章』
  - 小林秀雄訳、新版・創元ライブラリー文庫。新潮社「小林秀雄全作品8」
- le Système des beaux-arts（1920年）。『諸芸術の体系』 長谷川宏訳、光文社古典新訳文庫
- Mars ou la guerre jugée（1921年）。『裁かれた戦争』 白井成雄訳、小沢書店
- Esquisses de l'homme（1927年）。『人間論』 原亨吉訳、白水社
- Les idées et les âges（1927年）。『思想と年齢』 原亨吉訳、角川文庫
- Propos sur le bonheur（1928年）。『幸福論』 神谷幹夫訳、岩波文庫/白井健三郎訳、集英社文庫
- Histoire de mes pensées（1936年）。『わが思索のあと』 神谷幹夫訳、岩波書店、2022年
- Définitions（遺稿）。『定義集』 神谷幹夫訳、岩波文庫/森有正訳、みすず書房

### 訳書一覧
- 『散文論』桑原武夫訳 作品社 1933年
- 『精神と情熱とに関する八十一章』小林秀雄訳 創元社 1936年、のち角川文庫、創元選書ほか
- 『教育論』水野成夫・浅野晃共訳 創元社 1938年
  - 『教育論』水野成夫・矢島剛一共訳 酣灯社 1949年
- 『スタンダアル』大岡昇平訳 創元社 1939年
- 『大戦の思い出』岡倉正雄訳 鱒書房 1939年
- 『文学語録』片山敏彦訳 創元社 1939年
  - 『文学論』片山敏彦訳 創元社 1950年　のち新潮文庫
- 『幸福論』石川湧訳 万里閣 1940年　のち角川文庫、新版・角川ソフィア文庫
  - 『幸福論』松平斉光訳 三笠文庫 1953年
  - 『幸福論』宗左近訳 社会思想社・現代教養文庫 1965年。中公クラシックス 2016年
  - 『幸福論』大木健訳 評論社 1972年
  - 『幸福論』白井健三郎訳 集英社文庫 1991年。旧版は旺文社文庫。「世界教養全集 5」平凡社 1961年
  - 『幸福論』神谷幹夫訳 岩波文庫 1998年
  - 『幸福論』村井章子訳 日経BP 2014年
  - 『アランの幸福論』齋藤慎子訳 ディスカヴァー・トゥエンティワン 2007年
  - 『絵本アランの幸福論』合田正人訳 PHPエディターズ・グループ 2012年
  - 『よくわかるアランの幸福論』上之二郎訳 笠倉出版社 2012年
- 『バルザック』小西茂也訳 創元社 1940年
  - 『バルザック論』岩瀬孝・加藤尚宏訳 冬樹社 1968年
- 『芸術論集』桑原武夫訳 岩波書店 1941年
  - 『諸芸術の体系』岩波書店（改訳）1978年
- 『人間論』鈴木清訳 白水社 1941年
  - 『人間論』井沢義雄訳 角川文庫 1963年
- 『信仰についての談話』松浪信三郎訳 青山出版社 1942年。のち「信仰について」角川文庫 1962年
  - 『宗教論』松浪信三郎訳 角川書店 1950年
- 『情念について』小西茂也訳 白水社 1942年
- 『知慧について』岡倉正雄訳 日本出版社 1943年
- 『デカルト』桑原武夫・野田又夫訳 筑摩書房 1944年
  - 『デカルト』 みすず書房（改訳）1971年、新版1998年
- 『わが思索のあと』森有正訳 筑摩書房 1944年、思索社 1949年。中公文庫 2018年
- 『アラン 家族の感情』串田孫一ほか訳 風間書房 1946年
- 『プラトンに関する十一章』武者小路実光訳 日本社 1948年
- 『思想 哲学入門 第1 プラトン・デカルト』吉田秀和訳 アルス 1949年
- 『哲学入門 思想 下 ヘエゲル・コント』同 アルス 1951年
- 『暴力の敗退』武者小路実光訳 創元社 1949年
- 『マルス 裁かれた戦争』加藤昇一郎・串田孫一訳 思索社 1950年
- 『芸術二十講』市原豊太・吉川逸治訳 河出書房 1951年、のち河出版「教養全集」
- 『海辺の対話 悟性の探求』原亨吉訳 角川文庫 1953年
- 『音楽家訪問』古賀照一訳 ダヴィッド社 1954年
  - 『音楽家訪問 ベートーヴェンのヴァイオリンソナタ』杉本秀太郎訳 岩波文庫 1980年
- 『思想と年齢』原亨吉訳 角川文庫 1955年
- 『神々』井沢義雄訳 彌生書房 1956年、のち新版
- 『アラン著作集』白水社 全8巻 1960年、新版・全10巻 1980年-1981年、復刊1997年
  - 1 思索と行動のために　中村雄二郎訳。改訂新版「哲学講義」 2012年
  - 2 幸福論 串田孫一・中村雄二郎訳。イデー選書・白水Uブックスほか新版再刊多数　
  - 3 情念について 古賀照一訳／新版「感情・情念・表徴」
  - 4 人間論 原亨吉訳。新版・単行判　2007年ほか多数
  - 5 芸術について 矢内原伊作・安藤元雄訳／新版「芸術についての二十講」 安藤元雄訳
  - 6 イデー 哲学入門 渡辺秀訳
  - 7 教育論 八木冕訳
  - 8 文学折りにふれて 杉本秀太郎訳
  - 9 宗教論 渡辺秀訳
  - 10 わが思索のあと 田島節夫訳（旧版では第8巻）
- 『人生語録』井沢義雄・杉本秀太郎訳 彌生書房 1960年、のち新版
- 『芸術に関する101章』斎藤正二訳「世界教養全集 12」平凡社 1962年
- 『アラン文学論集』杉本秀太郎訳 白水社 1964年。改訳版「著作集8 文学折りにふれて」
  - 『芸術論集 文学のプロポ』 桑原武夫訳＋杉本秀太郎訳 中公クラシックス 2002年。抜粋編訳
- 『アラン人生論集』串田孫一編 白水社 1968年、新装復刊1996年。著作集からの抜粋編訳
- 『彫刻家との対話』杉本秀太郎訳 彌生書房 1970年、改版1988年
- 『考えるために』仲沢紀雄訳 小沢書店 1978年
- 『アラン 経済随筆』橋田和道訳 筑摩書房 1980年
- 『ラニョーの思い出』中村弘訳 筑摩書房 1980年
- 『児童教育論』松島鈞訳 明治図書出版〈世界教育学選集〉1981年
- 『アランの「エチュード」』高村昌憲訳 創新社 1984年
- 『裁かれた戦争』白井成雄訳 小沢書店 1986年
- 『プラトンに関する十一章』森進一訳 筑摩書房〈筑摩叢書〉1988年。ちくま学芸文庫 2010年
- 『定義集』森有正訳、所雄章編 みすず書房 1988年、新装版2019年
  - 『定義集』神谷幹夫訳 岩波文庫 2003年
  - 『アラン『定義集』講義』幻戯書房 2018年。米山優：完訳と詳細な注解
- 『スピノザに倣いて』神谷幹夫訳 平凡社 1994年
- 『アラン 教育随筆』橋田和道訳 論創社 1999年
- 『プロポ 1』 山崎庸一郎訳 みすず書房 2000年。全138篇（1906年-1924年）
- 『プロポ 2』 同 みすず書房 2003年。全130篇（1925年-1936年）
- 『四季をめぐる51のプロポ』神谷幹夫編訳 岩波文庫 2002年
- 『アラン、カントについて書く』神谷幹夫編訳 知泉書館 2003年
- 『アラン 芸術について』山崎庸一郎編訳 みすず書房〈大人の本棚〉 2004年
- 『アラン初期プロポ集 propos 1906-1914』高村昌憲訳 土曜美術社出版販売 2005年
- 『芸術の体系』長谷川宏訳 光文社古典新訳文庫 2008年
- 『小さな哲学史』橋本由美子訳 みすず書房 2008年
- 『芸術論20講』長谷川宏訳 光文社古典新訳文庫 2015年
- 『生きること信じること』神谷幹夫編訳 岩波書店 2015年

## 主な研究・哲学論
- アンドレ・モーロワ『アラン』佐貫健訳（みすず書房、初版1964年、新版1979年ほか）
- オリヴィエ・ルブール『人間的飛躍—アランの教育観』橋田和道訳（勁草書房、1996年）
- ジョルジュ・パスカル『教育者アラン』橋田和道訳（吉夏社、2000年）
- ジョルジュ・パスカル『アランの哲学』橋田和道訳（吉夏社、2012年）
- 新田昌英『アランの情念論』慶應義塾大学出版会、2014年
- 新田昌英『アラン、魂の医術』中公選書、2016年
- 米山優『アラン『定義集』講義』幻戯書房、2018年
- 米山優『精読アラン『心の冒険』』幻戯書房、2023年
- 田中祐理子『アラン—戦争と幸福の哲学』ちくま新書、2025年